# Pseudolophoeus guineensis
Pseudolophoeus guineensis – gatunek chrząszcza z rodziny sprężykowatych.
Owad osiąga długość 14-16 mm.
Jest to ciemnobrązowy chrząszcz. Ciało pokrywa umiarkowanie długie, gęste owłosienie o żółtawej barwie.
Cechuje się on łódkowatym, wypukłym (choć spłaszczonym na przedzie) czołem, którego długość nie dorównuje szerokości. Jego przedni brzeg określa się jako lekko zaokrąglony. Ząbkowane u samca, a nieco słabiej u samicy czułki składają się z 11 segmentów. Podstawa nie dorównuje wielkością oku. 2. segment ma kształt okrągły, 3. zaś, o trójkątnym kształcie, jest krótszy od następnego. Ostatni zwęża się u czubka. Począwszy od trzeciego do siódmego-ósmego segmenty te noszą ostrogi, większe na segmentach proksymalnych. Labrum o długich setach przyjmuje kształt półeliptyczny, jego brzeg z przodu wykazuje karbowanie. Żuwaczki są wąskie. Krótkie pośrodkowe sety tworzą penicillius. Wypukłe skrzydła przednie zwężają się w dystalnej ⅓. Samiec posiada wydłużony i szeroki Aedagus (o krótkiej części podstawnej).
Na goleniach widnieją bardzo długie ostrogi. Scutellum jest wydłużone.
Badany materiał pochodził z Gambii, Ghany, Gwinei, Senegalu, Wybrzeża Kości Słoniowej.